# Der Funke des Lebens
Der Funke des Lebens (Originaltitel: Life Support) ist die 13. Folge der dritten Staffel der US-amerikanischen Science-Fiction-Fernsehserie Star Trek: Deep Space Nine. Sie wurde in den Vereinigten Staaten über Syndication vermarktet und erstmals am 31. Januar 1995 auf verschiedenen Fernsehsendern ausgestrahlt. In Deutschland war sie zum ersten Mal am 29. Februar 1996 in einer synchronisierten Fassung auf Sat.1 zu sehen.

## Handlung
Im Jahr 2371 bei Sternzeit 48498.4 legt ein beschädigtes Transportschiff an der Raumstation Deep Space Nine an. Durch einen Unfall an Bord sind viele der Insassen verletzt. Unter ihnen befindet sich die geistige Führerin von Bajor, Kai Winn. Sie ist glimpflich davongekommen, doch ihr Begleiter Vedek Bareil ist dem Tode nahe. Winn glaubt an Sabotage, denn, wie sie Commander Sisko in einem privaten Gesprächt offenbart, waren sie und Bareil auf einer geheimen Mission, um einen Friedensvertrag zwischen ihrem Volk und den Cardassianern auszuhandeln. Bareil war hierbei federführend. Unglücklicherweise kann Stationsarzt Julian Bashir nichts mehr für ihn tun. Er informiert die erste Offizierin Kira Nerys als erste über seinen Tod, da sie eine Beziehung mit Bareil hatte.
Als Bashir kurz darauf eine Autopsie vornehmen will, stellt er jedoch völlig überrascht fest, dass Bareils Gehirn immer noch Aktivität aufweist. Er vermutet, dass die beim Unfall freigesetzte Strahlung irgendwie seine Zellmembranen verändert hat. Obwohl er bereits eine ganze Weile tot war, gelingt es Bashir, Bareil wiederzubeleben. Winn will ihn sogleich wieder für die Verhandlungen einspannen, doch Bashir besteht darauf, dass er höchstens eine beratende Funktion einnimmt und so weit wie möglich geschont werden muss. Da seine Behandlung Bareils Kreislaufsystem erheblich angreift, möchte Bashir ihn am liebsten in Stasis versetzen, bis eine effektive Behandlung gefunden wird. Bareil besteht jedoch darauf, die Verhandlungen mit den Cardassianern zu einem Abschluss zu bringen. Bashir sieht ein experimentelles Medikament als einzige Alternative, doch das Risiko ist recht hoch, dass durch dieses Bareils Organe geschädigt werden.
Winn trifft sich mit dem cardassianischen Legaten Turrel. Der bietet Reparationszahlungen für die Besatzungszeit an, vorausgesetzt, dass sämtliche militärische Ausrüstung, die auf Bajor zurückgelassen wurde, an die Cardassianer zurückgegeben wird. Winn überdenkt sein Angebot. Sie glaubt, dass daran irgendetwas faul ist, aber sie kommt nicht dahinter, was es ist, und sucht den Rat von Bareil. Der erklärt, dass die Rückgabe der Ausrüstung bereits in früheren Verhandlungen zurückgewiesen wurde. Bareils Zustand verschlechtert sich immer mehr und Bashir stellt fest, dass die befürchteten Organschäden inzwischen eingetreten sind. Da Bareil sich weiterhin weigert, sich in Stasis versetzen zu lassen, bleibt Bashir nur noch die Möglichkeit, seine beschädigten Organe durch künstliche zu ersetzen.
Siskos Sohn Jake trifft unterdessen auf ein Mädchen namens Leanne, das ihn sehr mag. Die beiden verabreden sich zum Essen, doch dafür muss Jake ein geplantes Dom-jot-Spiel mit seinem besten Freund, dem Ferengi Nog, absagen. Als er von seinen geänderten Plänen erzählt, drängt ihn Nog zu eine Doppel-Date. Etwas widerstrebend stimmt Jake zu und die beiden treffen sich daraufhin mit Leanne und ihrer Freundin Riska. In den Augen der anderen benimmt sich Nog allerdings absolut unmöglich. Er behandelt Riska wie eine Untergebene und verlangt, dass sie sein Essen kleinschneidet. Schon nach kurzer Zeit reicht es den Mädchen und sie gehen. Jake und Nog gehen streitend auseinander. Enttäuscht redet Jake später mit seinem Vater über diesen Vorfall. Für den klingt Jakes Schilderung so, als habe Nog sich nur wie ein typischer Ferengi verhalten. Jake wird klar, dass er einfach vergessen hatte, dass es zwischen den Menschen und den Ferengi ganz erhebliche kulturelle Unterschiede gibt. Er möchte seine Freundschaft mit Nog retten und sich mit ihm aussprechen. Hierzu erfindet er gegenüber Sicherheitschef Odo einen Einbruch, den er und Nog angeblich verübt haben, und bittet ihn, sie zusammen in eine Zelle zu sperren. Nun müssen sie sich aussprechen. Jake erfährt, dass Nog sich für Ferengi-Verhältnisse bereits sehr zuvorkommend gezeigt hat, denn bei seinem Volk ist es üblich, dass Frauen den Männern das Essen nicht nur zerkleinern, sondern auch vorkauen. Jake findet das widerlich, doch Nog findet auch zahlreiche menschliche Angewohnheiten abstoßend. Die beiden raufen sich schließlich wieder zusammen. Sie einigen sich, in Zukunft auf Doppel-Dates zu verzichten.
Bareils Zustand verschlechtert sich weiter. Bashir bittet Winn, ihn von jeder weiteren Verantwortung bei den Verhandlungen zu entbinden. Sie besteht allerdings darauf, dass sie auf ihn angewiesen ist. Bashir muss schließlich erkennen, dass Winn Bareil als Sündenbock benutzen will, falls die Verhandlungen scheitern. Auch Bareils Gehirn ist inzwischen geschädigt. Bashir ersetzt einen Teil davon durch ein positronisches Implantat, doch dadurch verändert sich Bareils Psyche. Er wirkt abwesend und Kira gegenüber entfremdet. Winn bringt die Verhandlungen erfolgreich zum Abschluss, doch wenig später versagt auch Bareils noch verbliebene Gehirnhälfte. Kira bittet zunächst darum, dass auch diese durch ein Implantat ersetzt wird. Bashir lehnt das ab, denn von Bareil wäre dann nichts mehr übrig. Kira sieht ein, dass für Bareil nichts mehr getan werden kann und verbringt die ihm noch verbleibenden Stunden an seiner Seite.

## Verbindungen zu anderen Star-Trek-Produktionen
Bareils Berufung zu Kai Winns politischem Berater war bereits in Folge 3.10 (Das Festival) von Star Trek: Deep Space Nine angesprochen worden.
Bareils Tod und sein Beitrag zum Friedensvertrag mit den Cardassianern werden in Folge 3.24 (Shakaar) von Star Trek: Deep Space Nine noch einmal thematisiert.

## Produktion

### Drehbuch
Die Idee zu dieser Folge stammte von Christian Ford und Roger Soffer, die sich dazu von Mary Shelleys Roman Frankenstein inspirieren ließen. In ihrem ursprünglichen Entwurf sollte ein Föderationsbotschafter, der mit den Romulanern über die Auflösung der neutralen Zone verhandelt, bei einem Unfall getötet und von Bashir für einige Zeit wiederbelebt werden. Zunächst wurde die Idee verworfen. Der Grund hierfür war, dass sich die Handlung nicht, wie ursprünglich geplant, um Bashir drehte, sondern um den Botschafter, der aber niemanden so richtig interessierte. Das Produktionsteam wollte ihn daher durch eine Figur ersetzen, die dem Publikum bereits gut vertraut war. Zunächst wurde Miles O’Brien ins Spiel gebracht, da dessen Darsteller Colm Meaney sich gerüchteweise ganz aufs Filmgeschäft konzentrieren wollte. Meaney dementierte aber schnell, dass er vorhätte, die Serie zu verlassen. Schließlich fiel die Wahl auf Vedek Bareil, da das Produktionsteam keine Ideen hatte, wie diese Figur sich weiterentwickeln sollte, und auch mit der Beziehung zwischen ihm und Kira eher unzufrieden war.

### Darsteller
Andrew Prine, Darsteller von Legat Turrel, hatte zuvor bereits Suna in Folge 6.21 (Phantasie oder Wahrheit) von Raumschiff Enterprise – Das nächste Jahrhundert gespielt.
Philip Anglim hat hier seinen letzten Auftritt als Vedek Bareil. In Folge 6.08 (Erkenntnis) ist er noch einmal als Spiegeluniversums-Version von Bareil zu sehen.
Louise Fletcher, die Darstellerin von Kai Winn, war während der Dreharbeiten zu dieser Folge schwer an der Grippe erkrankt. Laut Ira Steven Behr, führte das dazu, dass sie Winns boshafte Sticheleien hier nicht so gut spielen konnte, wie in anderen Folgen.

## Rezeption
Keith DeCandido bewertete Der Funke des Lebens 2013 auf tor.com als eine durchschnittliche Folge von Star Trek: Deep Space Nine. Er fand, dass die Haupthandlung starke Themen behandelt. Sie leide jedoch unter dem Schauspiel von Philip Anglim, der Bareil zu unheimlich bzw. hölzern darstelle. Es gelänge Anglim daher nicht, die roboterhafte Version Bareils, die sich in dieser Folge entwickelt, von dem normalen Bareil deutlich abzuheben. Die Nebenhandlung um die Probleme von Jake und Nog aufgrund ihrer kulturellen Unterschiede gefiel DeCandido. Er fand die Kombination dieser recht witzig angelegten Geschichte mit der sehr düsteren Haupthandlung allerdings recht unpassend.